# Żywisława
Żywisława – imię żeńskie, prawdopodobnie neologizm utworzony na wzór imion słowiańskich. Człon Żywi- jest niespotykany w staropolskich imionach dwuczłonowych.
Męskim odpowiednikiem jest Żywisław.